# Harrison E. Salisbury

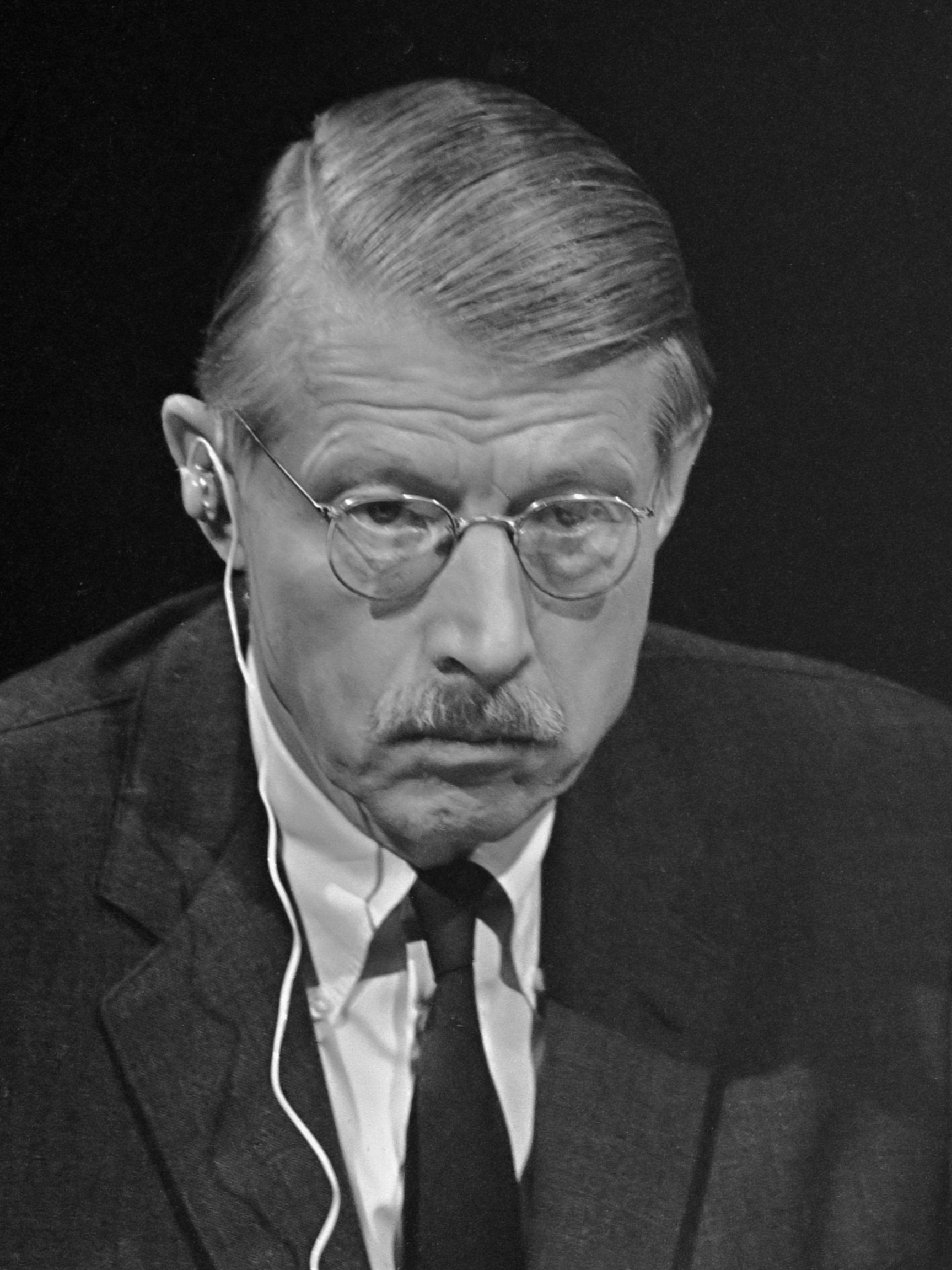
Harrison Salisbury (1967)

Harrison Evans Salisbury (geb.  14. November 1908 in Minneapolis, Minnesota; gest. 5. Juli 1993 in Providence, Rhode Island) war ein US-amerikanischer Journalist und Autor. 

## Karriere
Er war der erste US-amerikanische Reporter der New York Times, der nach dem Zweiten Weltkrieg nach Moskau geschickt wurde.
Er gewann den Pulitzer-Preis und zweimal den George Polk Award. Er war einer der ersten Journalisten, die sich gegen den Vietnamkrieg aussprachen. Er hat viele dokumentarische Bücher über Russland (Sowjetunion) und China geschrieben, von denen mehrere auch ins Deutsche übersetzt wurden und überwiegend bei S. Fischer erschienen.
Salisbury war seit 1969 Mitglied der American Academy of Arts and Sciences.
Bei der New York Times ging er 1973 in den Ruhestand.

## Veröffentlichungen (Auswahl)
- American in Russia (1955)
- The Shook-Up Generation (1958)
  - Die zerrüttete Generation. Reinbek b. Hamburg : Rowohlt 1962 (rowohlts deutsche enzyklopädie; 159)
- Moscow Journal: the End of Stalin (1961)
- A Key to Moscow (1962)
- A New Russia? (1962)
- The Northern Palmyra Affair (1962)
- Behind the Lines—Hanoi (1967)
  - Hinter den feindlichen Linien : ein Amerikaner in Hanoi. Aus d. Amerikan. übers. von Hellmut Jaesrich u. Günther Danehl. Frankfurt a. M.: S. Fischer 1967
- Orbit of China (1967),
- War Between Russia and China (1969)
  - Krieg zwischen Russland und China. Frankfurt a. M.: S. Fischer, 1970
- The 900 Days: The Siege of Leningrad (1969)
  - 900 Tage: Die Belagerung von Leningrad. S. Fischer, Frankfurt a. M. 1970.
- To Peking and Beyond: A Report on the New Asia (1973)
- The Gates of Hell (1975)
- Black Night, White Snow: Russia's Revolutions 1905–1917 (1978)
- Without Fear or Favor: The New York Times and Its Times (1980)
- Journey For Our Times (1983)
- China: 100 Years of Revolution (1983)
- The Long March: The Untold Story (1985)
  - Der lange Marsch. Aus d. Amerikan. von Elke vom Scheidt. Frankfurt am Main: S. Fischer 1985
- Tiananmen Diary: Thirteen Days in June (1989)
  - 13 Tage im Juni: Tiananmen-Tagebuch; als Augenzeuge in China. Aus d. Amerikan. von Susanne Knödel. Frankfurt am Main: S. Fischer 1989
- The New Emperors: China in the Era of Mao and Deng (1992)
  - Die neuen Kaiser: China in der Ära Maos und Dengs. Aus dem Amerikan. von Michael Müller. Frankfurt am Main: S. Fischer 1992
- Heroes of My Time (1993) (Inhalt:[4] 1. Brigid Temple Keogh 2. Robert F. Kennedy 3. Deng Pufang 4. Aleksandr Isayevich Solzhenitsyn 5. David Halberstam 6. The Three 7. Malcolm X 8. The Family of Liu Shaoqi 9. Nikita Sergeyevich Khrushchev 10. Homer Bigart 11. Iphigene Ochs Sulzberger 12. Soong Chingling 13. Roger Wilkins and Patricia King 14. Andrei Dimitrievich Sakharov 15. Black and White in Birmingham 16. Edgar Snow 17. Liu Binyan 18. Zhou Enlai 19. Sue and Lawrence Brooks 20. Sister Huang Roushan)